# Eremophila adenotricha
Eremophila adenotricha är en flenörtsväxtart som först beskrevs av George Bentham, och fick sitt nu gällande namn av Ferdinand von Mueller och George Bentham. Eremophila adenotricha ingår i släktet Eremophila och familjen flenörtsväxter. Inga underarter finns listade i Catalogue of Life.